# Cyclotornidae
Cyclotornidae es una familia de lepidópteros del suborden Glossata que  contiene un solo género, Cyclotorna con cinco especies reconocidas propias de Australia. Esta familia y la muy cercana Epipyropidae son únicas entre los lepidópteros en que las larvas son ectoparásitas, los huéspedes suelen ser membrácidos o insectos escamas. Las larvas de Cyclotorna, sin embargo, abandonan al huésped y se convierten en depredadoras de larvas de hormigas en sus nidos, al parecer utilizando señales químicas para inducir a las hormigas para transportar sus larvas al nido.

## Especies
- Cyclotorna diplocentra Turner, 1913
- Cyclotorna egena Meyrick, 1912
- Cyclotorna ementita Meyrick, 1921
- Cyclotorna experta Meyrick, 1912
- Cyclotorna monocentra Meyrick, 1907